# ノー・スターチ・プレス
ノー・スターチ・プレス（英語: No Starch Press）とは「ギーク・エンタテインメント」と称するコンピュータに関する技術的知識を書いた書籍に特化したアメリカ合衆国の出版社である。出版した書籍には『Hacking:美しき策謀』、『Silence on the Wire』、『How Wikipedia Works』などがある。

## 概要
ノー・スターチ・プレスはネットワーキング、コンピュータセキュリティ、ハッキング、Linux、他の非Windowsの話題、プログラミングを主題にした技術書籍を出版している。コンピュータ以外ではレゴに関する書籍も出版している。

## 流通
出版した書籍は世界中の全英語圏市場にある大手書店で購入できる。また21ヶ国語に翻訳されている。アメリカ合衆国ではオライリーメディアが販売と宣伝を担当しているが、アメリカ合衆国のみならず世界中の販売会社が書籍を販売している。

## 主な書籍
- The Cult of Mac（英語版）
- The Debian System:その概念と技法（英語版）
- Hacking:美しき策謀（英語版）
- How Wikipedia Works
- Silence on the Wire